# Frans Crabbe
Frans Crabbe (* um 1480 in Mechelen; † 1553 in Mechelen) war ein flämischer Kupferstecher der Frührenaissance der Region. Er begann um 1521 mit dem Stechen als Kunstform, wohl nach der Reise von Albrecht Dürer durch die Niederlande zu dieser Zeit. Dürer hatte sich 1521 am Hof der Statthalterin der habsburgischen Niederlande und Regentin Margarete von Österreich in Mechelen vorgestellt. Margarete war als Förderin der Kunst bekannt.
Es wurde überzeugend nachgewiesen, dass Frans Crabbe der Meister mit dem Krebs war, ein Kupferstecher, der seine Werke mit einem kleinen Krebs signierte. Die Crabbe zugeschriebenen Stiche stellen einerseits traditionelle religiöse Themen wie Christus als den Schmerzensmann dar, in denen der Künstler eine Verschmelzung von spätmittelalterlicher Formensprache mit der Sprache der Renaissance beginnt und die eine neue durch die antike Klassik beeinflusste Darstellung der Figuren und ihrer Körper einführt. Weiter greift er auch viele weltliche Themen auf und stellt Alltagsszenen wie Landsknechte oder einfache Bauern dar.
Crabbe kann als einer der „Ahnherren“ der niederländischen Genredarstellung gelten. Seine Stiche beeinflussten die nachfolgenden Maler des Goldenen Zeitalters der holländischen Malerei wie Rembrandt. Sie sind Beispiele der Bedeutung des druckgraphischen Schaffens in den burgundisch-habsburgischen Niederlanden ihrer Zeit.
Obwohl erkennbar ist, das Frans Crabbe mit seinen populären Themen für einen weiten Markt produzierte, sind nur wenige mehrfache Abdrucke seiner Arbeiten erhalten geblieben.